# Gran Premio motociclistico del Qatar 2017
Il Gran Premio motociclistico del Qatar 2017 si è svolto il 26 marzo presso il circuito di Losail ed è stato la prima prova del Motomondiale 2017. La quattordicesima edizione della storia di questo GP ha visto la vittoria di Joan Mir in Moto3, Franco Morbidelli in Moto2 e Maverick Viñales in MotoGP.

## MotoGP

### Arrivati al traguardo
| Pos. | Nº | Pilota           | Squadra                     | Motocicletta       | Giri | Tempo     | Griglia | Punti |
| ---- | -- | ---------------- | --------------------------- | ------------------ | ---- | --------- | ------- | ----- |
| 1º   | 25 | Maverick Viñales | Movistar Yamaha             | Yamaha YZR-M1      | 20   | 38'59.999 | 1º      | 25    |
| 2º   | 4  | Andrea Dovizioso | Ducati Team                 | Ducati Desmosedici | 20   | +0.461    | 5º      | 20    |
| 3º   | 46 | Valentino Rossi  | Movistar Yamaha             | Yamaha YZR-M1      | 20   | +1.928    | 10º     | 16    |
| 4º   | 93 | Marc Márquez     | Repsol Honda                | Honda RC213V       | 20   | +6.745    | 3º      | 13    |
| 5º   | 26 | Dani Pedrosa     | Repsol Honda                | Honda RC213V       | 20   | +7.128    | 7º      | 11    |
| 6º   | 41 | Aleix Espargaró  | Aprilia Racing Team Gresini | Aprilia RS-GP      | 20   | +7.661    | 15º     | 10    |
| 7º   | 45 | Scott Redding    | Octo Pramac Racing          | Ducati Desmosedici | 20   | +9.782    | 6º      | 9     |
| 8º   | 43 | Jack Miller      | EG 0,0 Marc VDS             | Honda RC213V       | 20   | +14.486   | 16º     | 8     |
| 9º   | 42 | Álex Rins        | Suzuki Ecstar               | Suzuki GSX-RR      | 20   | +14.788   | 18º     | 7     |
| 10º  | 94 | Jonas Folger     | Monster Yamaha Tech 3       | Yamaha YZR-M1      | 20   | +15.069   | 8º      | 6     |
| 11º  | 99 | Jorge Lorenzo    | Ducati Team                 | Ducati Desmosedici | 20   | +20.516   | 12º     | 5     |
| 12º  | 76 | Loris Baz        | Reale Avintia Racing        | Ducati Desmosedici | 20   | +21.255   | 14º     | 4     |
| 13º  | 8  | Héctor Barberá   | Reale Avintia Racing        | Ducati Desmosedici | 20   | +28.828   | 20º     | 3     |
| 14º  | 17 | Karel Abraham    | Pull&Bear Aspar             | Ducati Desmosedici | 20   | +29.123   | 17º     | 2     |
| 15º  | 53 | Esteve Rabat     | EG 0,0 Marc VDS             | Honda RC213V       | 20   | +29.470   | 19º     | 1     |
| 16º  | 44 | Pol Espargaró    | Red Bull KTM Factory Racing | KTM RC16           | 20   | +33.601   | 22º     |       |
| 17º  | 38 | Bradley Smith    | Red Bull KTM Factory Racing | KTM RC16           | 20   | +39.704   | 23º     |       |
| 18º  | 22 | Sam Lowes        | Aprilia Racing Team Gresini | Aprilia RS-GP      | 20   | +47.131   | 21º     |       |

### Ritirati
| Nº | Pilota          | Squadra               | Motocicletta       | Giri | Griglia |
| -- | --------------- | --------------------- | ------------------ | ---- | ------- |
| 9  | Danilo Petrucci | Octo Pramac Racing    | Ducati Desmosedici | 14   | 11º     |
| 29 | Andrea Iannone  | Suzuki Ecstar         | Suzuki GSX-RR      | 10   | 2º      |
| 19 | Álvaro Bautista | Pull&Bear Aspar       | Ducati Desmosedici | 7    | 13º     |
| 5  | Johann Zarco    | Monster Yamaha Tech 3 | Yamaha YZR-M1      | 6    | 4º      |
| 35 | Cal Crutchlow   | LCR Honda             | Honda RC213V       | 4    | 9º      |

## Moto2

### Arrivati al traguardo
| Pos. | Nº | Pilota              | Squadra                  | Motocicletta       | Giri | Tempo     | Griglia | Punti |
| ---- | -- | ------------------- | ------------------------ | ------------------ | ---- | --------- | ------- | ----- |
| 1º   | 21 | Franco Morbidelli   | EG 0,0 Marc VDS          | Kalex Moto2        | 20   | 40'18.480 | 1º      | 25    |
| 2º   | 12 | Thomas Lüthi        | CarXpert Interwetten     | Kalex Moto2        | 20   | +2.681    | 3º      | 20    |
| 3º   | 30 | Takaaki Nakagami    | Idemitsu Honda Team Asia | Kalex Moto2        | 20   | +3.304    | 4º      | 16    |
| 4º   | 44 | Miguel Oliveira     | Red Bull KTM Ajo         | KTM Moto2          | 20   | +3.584    | 5º      | 13    |
| 5º   | 73 | Álex Márquez        | EG 0,0 Marc VDS          | Kalex Moto2        | 20   | +11.226   | 2º      | 11    |
| 6º   | 10 | Luca Marini         | Forward Racing           | Kalex Moto2        | 20   | +13.747   | 13º     | 10    |
| 7º   | 40 | Fabio Quartararo    | Pons HP40                | Kalex Moto2        | 20   | +13.988   | 10º     | 9     |
| 8º   | 7  | Lorenzo Baldassarri | Forward Racing           | Kalex Moto2        | 20   | +17.465   | 15º     | 8     |
| 9º   | 97 | Xavi Vierge         | Tech 3 Racing            | Tech 3 Mistral 610 | 20   | +17.477   | 8º      | 7     |
| 10º  | 49 | Axel Pons           | RW Racing GP             | Kalex Moto2        | 20   | +17.767   | 12º     | 6     |
| 11º  | 77 | Dominique Aegerter  | Kiefer Racing            | Suter MMX2         | 20   | +17.802   | 7º      | 5     |
| 12º  | 42 | Francesco Bagnaia   | SKY Racing Team VR46     | Kalex Moto2        | 20   | +18.090   | 9º      | 4     |
| 13º  | 52 | Danny Kent          | Kiefer Racing            | Suter MMX2         | 20   | +19.323   | 6º      | 3     |
| 14º  | 2  | Jesko Raffin        | Garage Plus Interwetten  | Kalex Moto2        | 20   | +22.798   | 16º     | 2     |
| 15º  | 19 | Xavier Siméon       | Tasca Racing             | Kalex Moto2        | 20   | +24.009   | 18      | 1     |
| 16º  | 23 | Marcel Schrötter    | Dynavolt Intact GP       | Suter MMX2         | 20   | +24.077   | 14º     |       |
| 17º  | 24 | Simone Corsi        | Speed Up Racing          | Speed Up SF7       | 20   | +28.193   | 24º     |       |
| 18º  | 68 | Yonny Hernández     | AGR Team                 | Kalex Moto2        | 20   | +31.828   | 28º     |       |
| 19º  | 45 | Tetsuta Nagashima   | Teluru SAG               | Kalex Moto2        | 20   | +31.839   | 21º     |       |
| 20º  | 41 | Brad Binder         | Red Bull KTM Ajo         | KTM Moto2          | 20   | +34.046   | 22º     |       |
| 21º  | 32 | Isaac Viñales       | SAG Team                 | Kalex Moto2        | 20   | +40.227   | 25º     |       |
| 22º  | 11 | Sandro Cortese      | Dynavolt Intact GP       | Suter MMX2         | 20   | +40.279   | 20º     |       |
| 23º  | 60 | Julián Simón        | Garage Plus Interwetten  | Kalex Moto2        | 20   | +40.446   | 26º     |       |
| 24º  | 54 | Mattia Pasini       | Italtrans Racing         | Kalex Moto2        | 20   | +42.501   | 11º     |       |
| 25º  | 88 | Ricard Cardús       | Speed Up Racing          | Speed Up SF7       | 20   | +43.000   | 30º     |       |
| 26º  | 57 | Edgar Pons          | Pons HP40                | Kalex Moto2        | 20   | +47.072   | 29º     |       |
| 27º  | 5  | Andrea Locatelli    | Italtrans Racing         | Kalex Moto2        | 20   | +47.486   | 31º     |       |
| 28º  | 89 | Khairul Idham Pawi  | Idemitsu Honda Team Asia | Kalex Moto2        | 20   | +51.206   | 27º     |       |
| 29º  | 62 | Stefano Manzi       | SKY Racing Team VR46     | Kalex Moto2        | 20   | +1'02.080 | 32º     |       |

### Ritirati
| Nº | Pilota           | Squadra                    | Motocicletta       | Giri | Griglia |
| -- | ---------------- | -------------------------- | ------------------ | ---- | ------- |
| 9  | Jorge Navarro    | Federal Oil Gresini        | Kalex Moto2        | 8    | 17º     |
| 55 | Hafizh Syahrin   | Petronas Raceline Malaysia | Kalex Moto2        | 8    | 19º     |
| 8  | Saeed Al Sulaiti | QMMF Racing                | Speed Up SF7       | 5    | 33º     |
| 87 | Remy Gardner     | Tech 3 Racing              | Tech 3 Mistral 610 | 0    | 23º     |

### Non partito
| Nº | Pilota          | Squadra     | Motocicletta |
| -- | --------------- | ----------- | ------------ |
| 96 | Nasser Al Malki | QMMF Racing | Speed Up SF7 |

## Moto3

### Arrivati al traguardo
| Pos. | Nº | Pilota                 | Squadra                    | Motocicletta   | Giri | Tempo     | Griglia | Punti |
| ---- | -- | ---------------------- | -------------------------- | -------------- | ---- | --------- | ------- | ----- |
| 1º   | 36 | Joan Mir               | Leopard Racing             | Honda NSF250R  | 18   | 38'27.364 | 6º      | 25    |
| 2º   | 17 | John McPhee            | British Talent Team        | Honda NSF250R  | 18   | +0.135    | 12º     | 20    |
| 3º   | 88 | Jorge Martín           | Del Conca Gresini Racing   | Honda NSF250R  | 18   | +0.218    | 1º      | 16    |
| 4º   | 44 | Arón Canet             | Estrella Galicia 0,0       | Honda NSF250R  | 18   | +0.252    | 8º      | 13    |
| 5º   | 5  | Romano Fenati          | Marinelli Rivacold Snipers | Honda NSF250R  | 18   | +0.453    | 3º      | 11    |
| 6º   | 16 | Andrea Migno           | SKY Racing Team VR46       | KTM RC 250 GP  | 18   | +0.579    | 7º      | 10    |
| 7º   | 23 | Niccolò Antonelli      | Red Bull KTM Ajo           | KTM RC 250 GP  | 18   | +0.661    | 5º      | 9     |
| 8º   | 21 | Fabio Di Giannantonio  | Del Conca Gresini Racing   | Honda NSF250R  | 18   | +0.878    | 15º     | 8     |
| 9º   | 42 | Marcos Ramírez         | Platinum Bay Real Estate   | KTM RC 250 GP  | 18   | +1.693    | 10º     | 7     |
| 10º  | 7  | Adam Norrodin          | SIC Racing                 | Honda NSF250R  | 18   | +7.904    | 11º     | 6     |
| 11º  | 71 | Ayumu Sasaki           | SIC Racing                 | Honda NSF250R  | 18   | +12.221   | 14º     | 5     |
| 12º  | 11 | Livio Loi              | Leopard Racing             | Honda NSF250R  | 18   | +16.748   | 17º     | 4     |
| 13º  | 40 | Darryn Binder          | Platinum Bay Real Estate   | KTM RC 250 GP  | 18   | +16.786   | 26º     | 3     |
| 14º  | 8  | Nicolò Bulega          | SKY Racing Team VR46       | KTM RC 250 GP  | 18   | +16.821   | 13º     | 2     |
| 15º  | 24 | Tatsuki Suzuki         | SIC58 Squadra Corse        | Honda NSF250R  | 18   | +16.832   | 19º     | 1     |
| 16º  | 33 | Enea Bastianini        | Estrella Galicia 0,0       | Honda NSF250R  | 18   | +16.943   | 18º     |       |
| 17º  | 95 | Jules Danilo           | Marinelli Rivacold Snipers | Honda NSF250R  | 18   | +27.583   | 23º     |       |
| 18º  | 41 | Nakarin Atiratphuvapat | Honda Team Asia            | Honda NSF250R  | 18   | +27.638   | 29º     |       |
| 19º  | 27 | Kaito Toba             | Honda Team Asia            | Honda NSF250R  | 18   | +27.641   | 27º     |       |
| 20º  | 84 | Jakub Kornfeil         | Peugeot MC Saxoprint       | Peugeot        | 18   | +28.034   | 21º     |       |
| 21ª  | 6  | María Herrera          | AGR Team                   | KTM RC 250 GP  | 18   | +28.150   | 25ª     |       |
| 22º  | 96 | Manuel Pagliani        | CIP                        | Mahindra MGP3O | 18   | +28.379   | 28º     |       |
| 23º  | 48 | Lorenzo Dalla Porta    | Aspar Mahindra             | Mahindra MGP3O | 18   | +28.388   | 24º     |       |
| 24º  | 14 | Tony Arbolino          | SIC58 Squadra Corse        | Honda NSF250R  | 18   | +29.520   | 16º     |       |
| 25º  | 12 | Marco Bezzecchi        | CIP                        | Mahindra MGP3O | 18   | +54.344   | 20º     |       |
| 26º  | 64 | Bo Bendsneyder         | Red Bull KTM Ajo           | KTM RC 250 GP  | 18   | +1'09.769 | 4º      |       |

### Ritirati
| Nº | Pilota           | Squadra                    | Motocicletta   | Giri | Griglia |
| -- | ---------------- | -------------------------- | -------------- | ---- | ------- |
| 4  | Patrik Pulkkinen | Peugeot MC Saxoprint       | Peugeot        | 14   | 30º     |
| 58 | Juanfran Guevara | RBA BOE Racing             | KTM RC 250 GP  | 12   | 9º      |
| 65 | Philipp Öttl     | Südmetall Schedl GP Racing | KTM RC 250 GP  | 12   | 2º      |
| 75 | Albert Arenas    | Aspar Mahindra             | Mahindra MGP3O | 4    | 22º     |

### Non partito
| Nº | Pilota          | Squadra        | Motocicletta  |
| -- | --------------- | -------------- | ------------- |
| 19 | Gabriel Rodrigo | RBA BOE Racing | KTM RC 250 GP |